# 20274 Halperin
A 20274 Halperin (ideiglenes jelöléssel 1998 FZ40) a Naprendszer kisbolygóövében található aszteroida. A LINEAR projekt keretében fedezték fel 1998. március 20-án.